# گل‌نوش گردن‌سفید
گل‌نوش گردن‌سفید (نام علمی: Florisuga mellivora) نام یک گونه از سرده گل‌نوش‌ها است.